# Avionika
Avionika je skupek elekronskih sistemov, ki so uporabljeni na letalih, satelitih in vesoljskih plovilih. Vključujejo sisteme za komunikacijo, navigacijo, avtomatizacijo leta, prikaz podatkov in različne druge funkcije. Termin izhaja iz angleškega akronima »avionics« – AVIation ElectrONICS (letalska elektronika).
Veliko današnjih sistemov izhaja iz druge svetovne vojne npr. avtopilot, ki je stabiliziral in vodil bombnike za precizne napade na tarče. V istem času se je pojavil tudi radar. Podoben sistem Sonar (ang. akronim SOund Navigation and anging) za odkrivanje podmornic, lahko deluje pasivno (samo posluša) ali pa aktivno (oddaja t. i. Ping signale in posluša za odboj). Elektro-optični sistemi kot HUD (Head Up Display) ali FLIR (Forward Looking InfraRed) ponujajo upravljalcu podatke o tarči. 
Avionika se na široko uporablja tudi v civilnem svet kot npr. sistem Fly-by-wire, inercialna navigacija, GPS. Sistem ARINC (Aeronautical Radio INCorporated) se upoarablja za komunikacijo med potniškimi letali in operaterji na zemlji. Pasovna širina te komunikacije je sicer zelo majhna. Na nekaterih letalih je na voljo tudi internet, ki deluje prek satelitov. 
Sistem FMS (Flight Management System) preračunava in usmerja letalo prek avtopilota, da leti najbolj ekonomično ruto.
Za navigacijo se uporabljajo sistemi GPS, GLONASS, VOR (VHF Omnidirectional Range), LORAN (LOng Range Navigation), NDB (Non Directional Beacon).
Za večjo varnost v letalskem prometu se uporabljajo sistemi TCAS (Traffic alert and Collision Avoidance System), ki opozarjajo in usmerjajo pilota, da ne pride do trčenja. Sistem GPWS (Ground-Proximity Warning Systems) opozarja in usmerja pilota da ne trči v geografske ovire.
Potniška letala imajo tudi vremenski radar, da se letalo izogne slabemu vremenu. V športnih letaih se uporablja Stormscope ali Stormfinder. Radarske slike kot npr. NEXRAD so na vojo pilotu prek satelitske komunikacije. 
Črne skrinjice (Black Box, tako se imenuje čeprav je oranžne barve) in FDR (Flight Data Recorder) snemajo pogovore in letalske parametre za analizo v primeru nesreče.
Sodobno letalo ima lahko več kot 100 instrumentov. Večina avionike uporablja 14V ali 28V enosmerni tok, potniška letala pa 400Hz 115V izmenični tok .
Moderna avionika je zelo draga, lahko tudi več kot 20% cene za letalo ali helikopter, pri vojaških letalih pa je ta delež dosti večji.